# Peruans a Espanya
Els peruans a Espanya són el resultat del moviment migratori des de la República del Perú cap al Regne d'Espanya a Europa. A partir de 2021, les estadístiques oficials van mostrar 252,496 residents nascuts al Perú a Espanya. D'aquests, 140.117 eren ciutadans espanyols i 112.379 encara no havien adquirit la ciutadania espanyola. A partir de 2021, el número havia augmentat a 252,496. Les tres comunitats amb major concentració de peruans són a més, la Comunitat de Madrid (103.394), Catalunya (65.232) i Andalusia (13.070), mentre els municipis amb major nombre de peruans són Madrid (65.345), Barcelona (27.994), L'Hospitalet de Llobregat (8.195), Sevilla (3.036) i Santander(3.010).

## Història

### Caiguda de la població durant la crisi financera
Durant la crisi financera de 2008, la comunitat peruana va disminuir en un 23.76% durant aquest any, una xifra que col·loca al Perú com el país amb el major flux migratori negatiu de residents oficials en aquesta nació. De 109.639 residents oficials a Espanya, a partir de l'1 de gener de 2013, a 83.583, a partir de l'1 de gener de 2014. És a dir, 26.055 menys peruans es troben entre la població estrangera en aquest país, informació difosa per l'Institut Nacional d'Estadística (INEI).
Des de llavors, la població s'ha anat recuperant i ha augmentat a conseqüència del final de la recessió econòmica.

## En la ficció
La immigració peruana ha estat tractada pel cinema espanyol en pel·lícules com:
- Amador (2010)
- Ander (2009)